# Braadworst

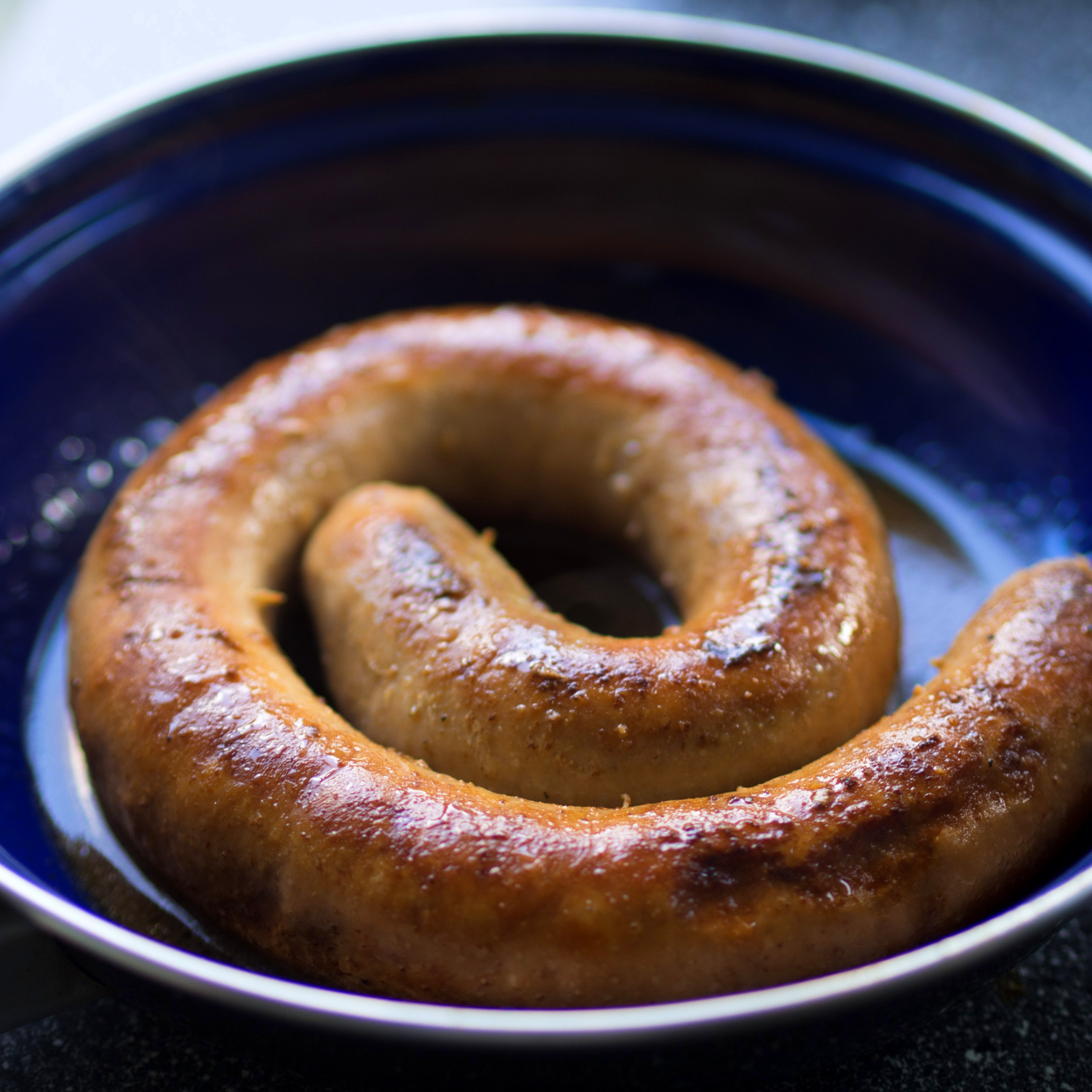
Braadworst

Una braadworst o verse worst es una salchicha grande holandesa hecha de cerdo. Junto con la rookworst es una de las salchichas más comunes servidas con la mayoría de variedades de stamppot, si bien también se come con otros platos y puede encontrarse en todos los Países Bajos y Flandes. Es un ancestro directo de la más conocida internacionalmente boerewors, con la que guarda gran parecido.
Típicamente se fríe en sartén con abundante mantequilla, aunque durante el verano no es infrecuente asarla en la barbacoa.

## Nombre
Braadworst significa ‘salchicha asada’ en neerlandés, mientras verse worst significa simplemente ‘salchicha fresca’, en alusión a que no incluye conservantes y por eso debe tomarse fresca para evitar que se estropee.
En neerlandés el nombre braadworst se usa también ocasionalmente para la bratwurst alemana, a pesar de que ambas sean muy diferentes. La bratwurst se llama por su nombre nativo, o bien Duitse braadworst, ‘braadworst alemana’.